# Біньчжоу
Біньчжоу (кит. спр. 滨州市, піньїнь: Bīnzhōu Shì) — місто-округ в китайській провінції Шаньдун. 

## Географія
Біньчжоу розташовується на півночі провінції.

### Клімат
Місто знаходиться у зоні, котра характеризується вологим субтропічним кліматом. Найтепліший місяць — липень із середньою температурою 26.6 °C (79.9 °F). Найхолодніший місяць — січень, із середньою температурою -2.9 °С (26.8 °F).
| Клімат Біньчжоу         | Клімат Біньчжоу | Клімат Біньчжоу | Клімат Біньчжоу | Клімат Біньчжоу | Клімат Біньчжоу | Клімат Біньчжоу | Клімат Біньчжоу | Клімат Біньчжоу | Клімат Біньчжоу | Клімат Біньчжоу | Клімат Біньчжоу | Клімат Біньчжоу | Клімат Біньчжоу |
| Показник                | Січ.            | Лют.            | Бер.            | Квіт.           | Трав.           | Черв.           | Лип.            | Серп.           | Вер.            | Жовт.           | Лист.           | Груд.           | Рік             |
| Середня температура, °C | −2,9            | −0,6            | 6,1             | 13,7            | 20,1            | 24,7            | 26,6            | 25,7            | 20,6            | 14,5            | 6,6             | −0,4            | 12,9            |
| Норма опадів, мм        | 5.3             | 7.9             | 10.4            | 30              | 31.5            | 63.9            | 186.7           | 129.5           | 47.7            | 28.5            | 16.9            | 6.5             | 564.8           |
| Днів з опадами          | 2,7             | 3,6             | 3,8             | 6,3             | 5,7             | 9,1             | 15,1            | 12,4            | 8,5             | 6,9             | 5,9             | 3,4             | 83,4            |
| Вологість повітря, %    | 54.5            | 54.9            | 52.7            | 52.6            | 54.8            | 62.2            | 77.9            | 77.8            | 67.6            | 63              | 59.9            | 56.7            | 61.2            |
| ----------------------- | --------------- | --------------- | --------------- | --------------- | --------------- | --------------- | --------------- | --------------- | --------------- | --------------- | --------------- | --------------- | --------------- |
| Джерело: Weatherbase    |                 |                 |                 |                 |                 |                 |                 |                 |                 |                 |                 |                 |                 |

## Адміністративний поділ
Міський округ поділяється на 2 райони, 1 місто та 4 повіти:
| Карта                                                  | Карта    | Карта    | Карта            |
| ------------------------------------------------------ | -------- | -------- | ---------------- |
| Уді Янсінь Хуеймінь Цзоупін ① Біньчен Босін ① Чжаньхуа |          |          |                  |
| Статус                                                 | Назва    | Оригінал | Населення (2020) |
| Район                                                  | Біньчен  | 滨城区   | 853 649          |
| Район                                                  | Чжаньхуа | 沾化区   | 334 948          |
| Місто                                                  | Цзоупін  | 邹平市   | 774,517          |
| Повіт                                                  | Босін    | 博兴县   | 508 140          |
| Повіт                                                  | Уді      | 无棣县   | 465 837          |
| Повіт                                                  | Хуеймінь | 惠民县   | 569 975          |
| Повіт                                                  | Янсінь   | 阳信县   | 421 502          |